# ASCI Red
ASCI Red は、アルバカーキにあるサンディア国立研究所に設置されたスーパーコンピュータ。1997年から2005年9月まで使用され、1997年6月から2000年6月までTOP500の1位を保持した。2006年には完全に退役となった。
サンディア国立研究所とインテルの共同開発によるもので、アメリカ政府のASCI計画の一環として行われた。1992年にジョージ・H・W・ブッシュ大統領が地下核実験の停止を宣言し、ビル・クリントン大統領が1993年以降もそれを続けたため、代替手段として精密なシミュレーションを行うためにアメリカ合衆国エネルギー省と国家核安全保障局が ASCI を推進した。
ASCI Red は MIMD型超並列マシンで、32×32×2のメッシュ構造で、当初は4510の計算ノードを持ち、1212ギガバイトの分散メモリと12.5テラバイトのディスク装置を備えていた。当初はインテルの Pentium Pro（200MHz) を計算ノードに採用していた。これを後に Pentium II オーバードライブプロセッサに置換している。9298個の Pentium II オーバードライブプロセッサを333MHzで駆動した。104個の筐体から成り、2500平方フィート（230平方メートル）の部屋を必要とした。基本的に一般に入手可能な部品だけで構成されている。
ASCI Red（Pentium Pro 版）は、MP-LINPACKベンチマークで史上初の1テラFLOPSを超えたコンピュータであった（1996年）。Pentium II オーバードライブプロセッサに置換されてからは、2テラFLOPS以上の性能になった。
各部分にはそれぞれ独立したカーネルが動作しているが、利用者からは単一のUNIXマシンに見える。利用者がアクセスするオペレーティングシステムは "Teraflops OS" と呼ばれ、インテルが Paragon XP/S というスーパーコンピュータ向けに OSF/1 をベースとして開発したものである。各ノードで動作するカーネルはサンディア国立研究所が独自に開発した "Cougar" という非常に軽量なカーネルで、同じく Paragon 向けに開発したSUNMOSカーネルをベースにしている。
ASCI Red の一部は、カリフォルニアのコンピュータ歴史博物館に収蔵されている。